# Lanacerta
Lanacerta là một chi bướm đêm thuộc phân họ Tortricinae của họ Tortricidae.

## Các loài
- Lanacerta lacertana (Zeller, 1866)